# Mini DVD

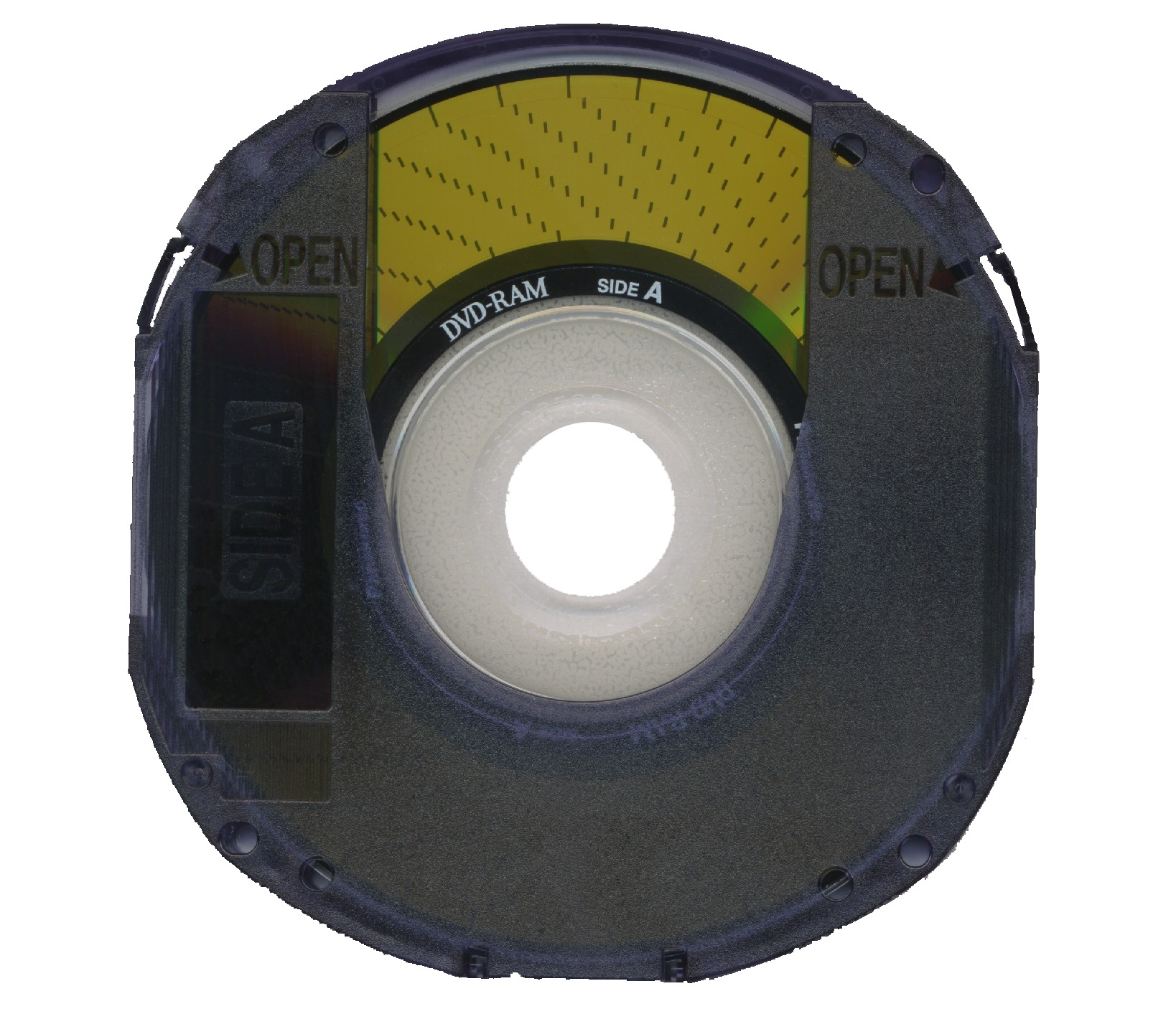
Un insolito Mini DVD-RAM nella sua cartuccia

Il mini DVD, che si presenta come un DVD di dimensioni ridotte (analoghe al mini CD con diametro 8 cm, da cui il nome), è un tipo di disco ottico che può contenere fino a 1,36 GB di dati nella sua versione base (nota come DVD-1 nei relativi standard).
Analogamente al normale DVD da 12 cm, lo standard prevede anche le versioni a doppio strato (DVD-2, da 2,47 GB), a doppio lato (DVD-3), od entrambe le caratteristiche (DVD-4).

## Principali applicazioni

### Videocamere digitali
Viene utilizzato in svariati modelli di telecamere digitali degli anni duemila (soprattutto nelle versioni riscrivibili) ove può contenere fino a 60 minuti di video per il supporto di tipo dual-layer, 30 minuti per quanto riguarda il supporto single-layer.

### GameCube
Una variante fu utilizzata dalla Nintendo come supporto per la sua console GameCube per cercare di arginare il fenomeno della pirateria informatica.
Rispetto ai normali DVD-1 ne è stata alterata la formattazione a basso livello, impedendone così la lettura nella massima parte degli altri lettori; inoltre, per consentire alla console di riconoscere un disco originale, vengono aggiunti da un laser sei graffi artificiali in punti precisamente localizzati dopo il normale processo di replicazione.